# Derewenki (Kursk)
Derewenki (russisch Деревеньки) ist eine Siedlung (an der Eisenbahnhaltestelle) in der Oblast Kursk in Russland. Sie gehört zum Rajon Lgow und zur Landgemeinde (selskoje posselenije) Wyschnederewenski selsowjet.

## Geographie
Der Ort liegt gut 63 km Luftlinie südwestlich des Oblastverwaltungszentrums Kursk im südwestlichen Teil der Mittelrussischen Platte, 16 km südöstlich des Rajonverwaltungszentrums Lgow, 6 km vom Sitz des Dorfsowjet – Wyschnije Derewenki, 36 km von der Grenze zwischen Russland und der Ukraine.

### Klima
Das Klima im Ort ist wie im Rest des Rajons kalt und gemäßigt. Es gibt während des Jahres eine erhebliche Niederschlagsmenge. Dfb lautet die Klassifikation des Klimas nach Köppen und Geiger.

## Bevölkerungsentwicklung
| Jahr | Einwohner |
| ---- | --------- |
| 2002 | 97        |
| 2010 | 61        |

Anmerkung: Volkszählungsdaten

## Verkehr
Derewenki liegt 8,5 km von der Straße regionaler Bedeutung 38K-017 (Kursk – Lgow – Rylsk – Grenze zur Ukraine), 5 km von der Straße 38K-024 (Lgow – Sudscha), an der Straße interkommunaler Bedeutung 38N-443 (38K-024 – Wyschnije Derewenki – Durowo-Bobrik) und neben der (geschlossenen) Eisenbahnhaltestelle Derewenki (Eisenbahnstrecke Lgow-Kijewskij – Podkossylew) entfernt.
Der Ort liegt 129 km vom internationalen Flughafen von Belgorod entfernt.